# Gendarmeriet i Nazityskland
Gendarmeriet i Nazityskland var en statlig ordningspolis som verkade på landsbygden och i tätorter med mindre än 2 000 invånare. Under andra världskriget planerades att utsträcka gendarmeriets ansvarsområde till alla tätorter med mindre än 5 000 invånare, men det kom bara att genomföras i begränsad utsträckning.

## Uppdrag
- Understödja lantrådet (kretslandshövdingen) och de lokala polismyndighetscheferna med polisärenden.
- Upprätthålla allmän ordning och säkerhet.
- Utreda brott (kriminalpolis).[2]

## Organisation

### Det lokala gendarmeriet
Det lokala gendarmeriet, Gendarmerie des Einzeldienstes, verkade i landsorten och i mindre tätorter.
| Organisationsnivå           | Organisation                                                        | Omfattning |
| --------------------------- | ------------------------------------------------------------------- | --- |
| Gendarmerie-Einzelpost      | Gendarmeripostering                                                 | En ensam gendarm på landsbygden. |
| Gendarmerie-Gruppenpost     | Gendarmerigrupp                                                     | En grupp bestod av 3–5 posteringar under en Meister. |
| Gendarmerie-Post            | Gendarmeristation i en tätort                                       | Vid stationen tjänstgjorde 2–5 gendarmer. En Hauptwachtmeister eller Meister var stationschef. |
| Gendarmerie-Abteilung       | Gendarmeriavdelning                                                 | En avdelning bestod av flera stationer och grupper med omkring 20 gendarmer. Avdelningschef var en Hauptwachtmeister eller Meister .                                                                                           |
| Gendarmerie-Kreis           | Gendarmeriet i en lantkrets, vari ingick ett flertal landskommuner. | Bestod av minst 40 gendarmer. Gendarmerikretschefen var en Revierleutnant eller Revieroberleutnant, tillika handläggare för polisärenden hos kretspolismyndigheten (lantrådet, det vill säga kretslandshövdingen).             |
| Gendarmerie-Hauptmannschaft | Gendarmerikaptenskap                                                | Flera gendarmerikretsar under befäl av en Hauptmann eller Major. Bestod av omkring 150 gendarmer. |
| Kommando der Gendarmerie    | Gendarmerikommando                                                  | Omfattade allt gendarmeri i ett län. Chef var en Kommandeur der Gendarmerie, tillika Stabsoffizier der Gendarmerie (SdG) vid den högre polismyndigheten (landshövdingeämbetet/riksståthållarämbetet), med högst överstes grad. |

Källa:  

### Motoriserade gendarmeriet

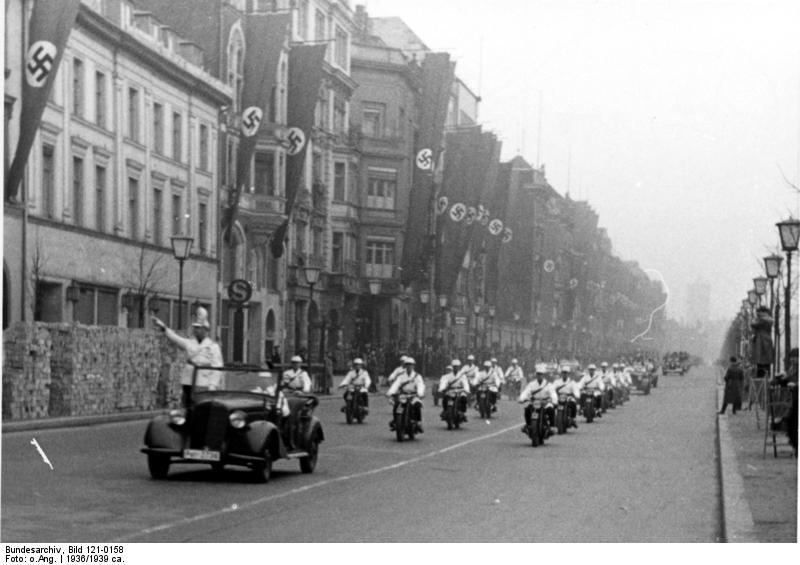
Motoriserat gendarmeri vid en fordonsburen parad.

Det motoriserade gendarmeriet organiserades 1937 med uppgift att fungera som trafikpolis på motorvägar och riksvägar. Det hade sitt ursprung i SA-Feldjägerkorps. 
Det motoriserade gendarmeriet bestod av plutoner om 1 + 36 gendarmer och kompanier om 3 + 108 gendarmer. Kompanierna kunde även sammanföras till bataljoner. Detta var kasernerade förband underställda respektive Kommandeuer der Gendarmerie. Under andra världskriget insattes det motoriserade gendarmeriet även i de ockuperade områdena. Stora delar av det motoriserade gendarmeriet införlivades också med Wehrmachts fältgendarmeri.

### Alpgendarmeriet
Alpgendarmeriet, Hochgebirgs-Gendarmerie, organiserades 1941, som ett särskilt utbildat gendarmeri för alpområdena. Gendarmeriposteringar som var belägna högre än 1 500 meter över havet betecknades som alpina posteringar.